# 淡輪
淡輪（たんのわ）は、大阪府泉南郡岬町の大字。本項では同地域にかつて存在した泉南郡淡輪村（たんのわむら）についても記す。

## 地理
岬町東部にあたる。北で大阪湾に面し、西で深日・孝子、東で阪南市箱作・箱の浦・淡輪・南山中・桑畑、南で和歌山県和歌山市直川・園部と隣接する。南海本線と国道26号が東西に横断する。山間部へ向かう府道等はない。南海本線には淡輪駅・みさき公園駅の2駅があり、みさき公園駅は開設時は南淡輪駅を称した。一部地域で住居表示が実施され、望海坂一 - 三丁目となっている。

### 河川
- 番川

### 山
- 俎石山
- 大福山
- 札立山
- 飯盛山
- 大曲山

## 歴史

### 沿革
- 幕末時点では日根郡淡輪村であった。常陸土浦藩領。
- 1870年（明治3年）2月 - 土浦藩領が堺県に移管。
- 1881年（明治14年）2月7日 - 第2次府県統合により大阪府の管轄となる。
- 1889年（明治22年）4月1日 - 町村制の施行により、淡輪村が単独で自治体として発足。
- 1896年（明治29年）4月1日 - 所属郡が泉南郡に変更。
- 1955年（昭和30年）4月1日 - 淡輪村が深日町、孝子村、多奈川町と合併して岬町が発足。同日淡輪村廃止。同町大字淡輪となる。

## 世帯数と人口
2015年（平成27年）10月1日現在（国勢調査）の世帯数と人口（国勢調査調べ）は以下の通りである。
| 大字 | 世帯数    | 人口    |
| ---- | --------- | ------- |
| 淡輪 | 3,143世帯 | 7,950人 |

### 人口の変遷
国勢調査による人口の推移。
| 1995年（平成7年）  | 9,565人 | [ 5 ] |  |
| 2000年（平成12年） | 9,459人 | [ 6 ] |  |
| 2005年（平成17年） | 9,089人 | [ 7 ] |  |
| 2010年（平成22年） | 8,621人 | [ 8 ] |  |
| 2015年（平成27年） | 7,950人 | [ 2 ] |  |

### 世帯数の変遷
国勢調査による世帯数の推移。
| 1995年（平成7年）  | 3,031世帯 | [ 5 ] |  |
| 2000年（平成12年） | 3,193世帯 | [ 6 ] |  |
| 2005年（平成17年） | 3,201世帯 | [ 7 ] |  |
| 2010年（平成22年） | 3,230世帯 | [ 8 ] |  |
| 2015年（平成27年） | 3,143世帯 | [ 2 ] |  |

## 学区
市立小・中学校に通う場合、学区は以下の通りとなる（2018年2月時点）。
| 番・番地等        | 小学校           | 中学校         |
| ----------------- | ---------------- | -------------- |
| 3843番地 3853番地 | 岬町立深日小学校 | 岬町立岬中学校 |
| その他            | 岬町立淡輪小学校 | 岬町立岬中学校 |

## 事業所
2016年（平成28年）現在の経済センサス調査による事業所数と従業員数は以下の通りである。
| 大字 | 事業所数  | 従業員数 |
| ---- | --------- | -------- |
| 淡輪 | 182事業所 | 1,663人  |

## 交通

### 鉄道
- 南海電気鉄道
  - 南海本線

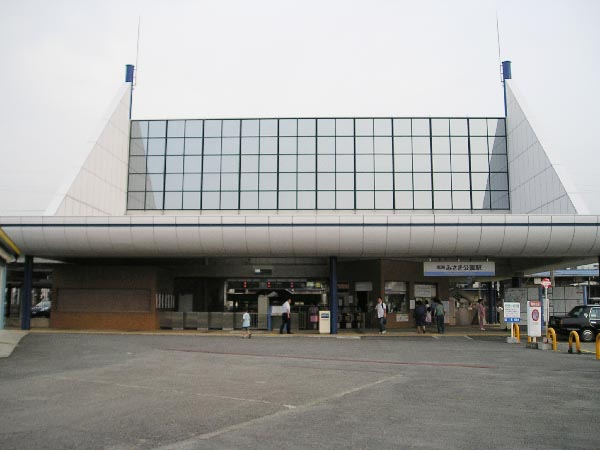
みさき公園駅

    - 淡輪駅 - みさき公園駅（1957年に南淡輪駅から改称）

  - 多奈川線
    - みさき公園駅

### バス
- ミニループバスみさき（中日臨海バスに委託）
- 基本路線
  - 望海坂 - 海風館 - 淡輪駅 - みさき公園駅 - 岬中学校 - 深日小学校 - オークワ前 - 岬町役場 - 多奈川駅 - 楠木橋 - ピアッツァ5 - 小島住吉
- 淡輪・畑路線
  - 飯盛山登山口 - みさきヶ丘団地 - みさき公園駅 - 岬町役場 - 多奈川駅 - 与田病院前 - 多奈川小学校 - ピアッツァ5

### 道路
- 国道26号
  - 第二阪和国道（淡輪ランプ）
- 大阪府道752号和歌山阪南線（孝子越街道）
- 大阪府道259号淡輪停車場線

### 港湾
- 淡輪港

## 施設

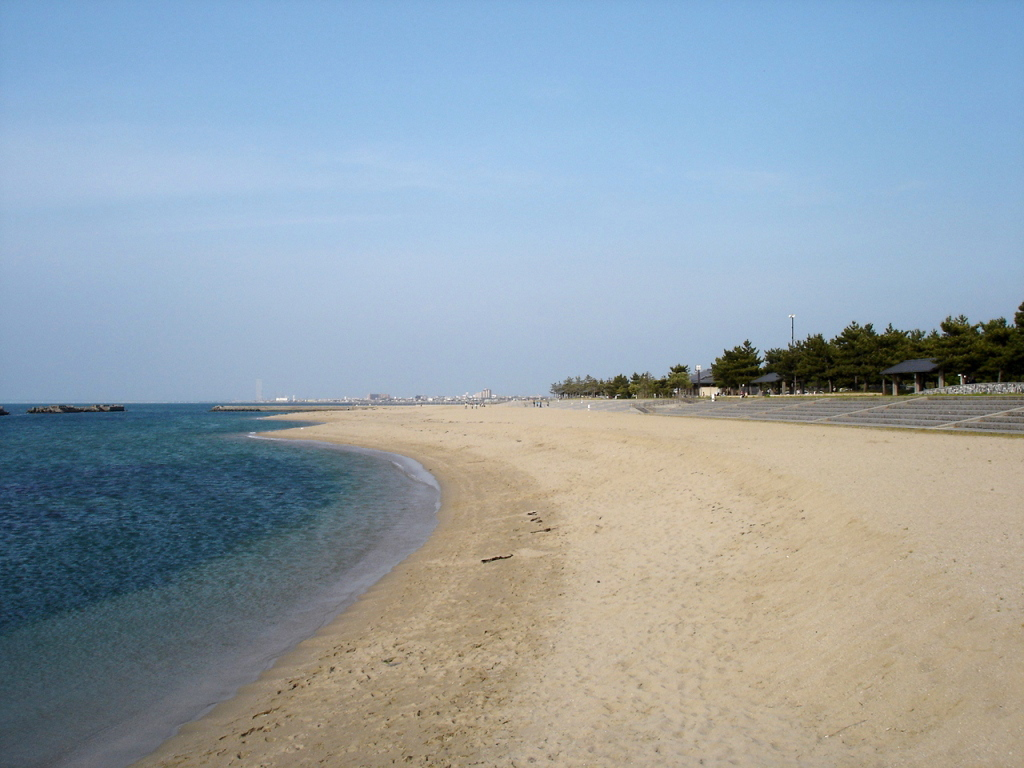
せんなん里海公園内にあるピチピチビーチ

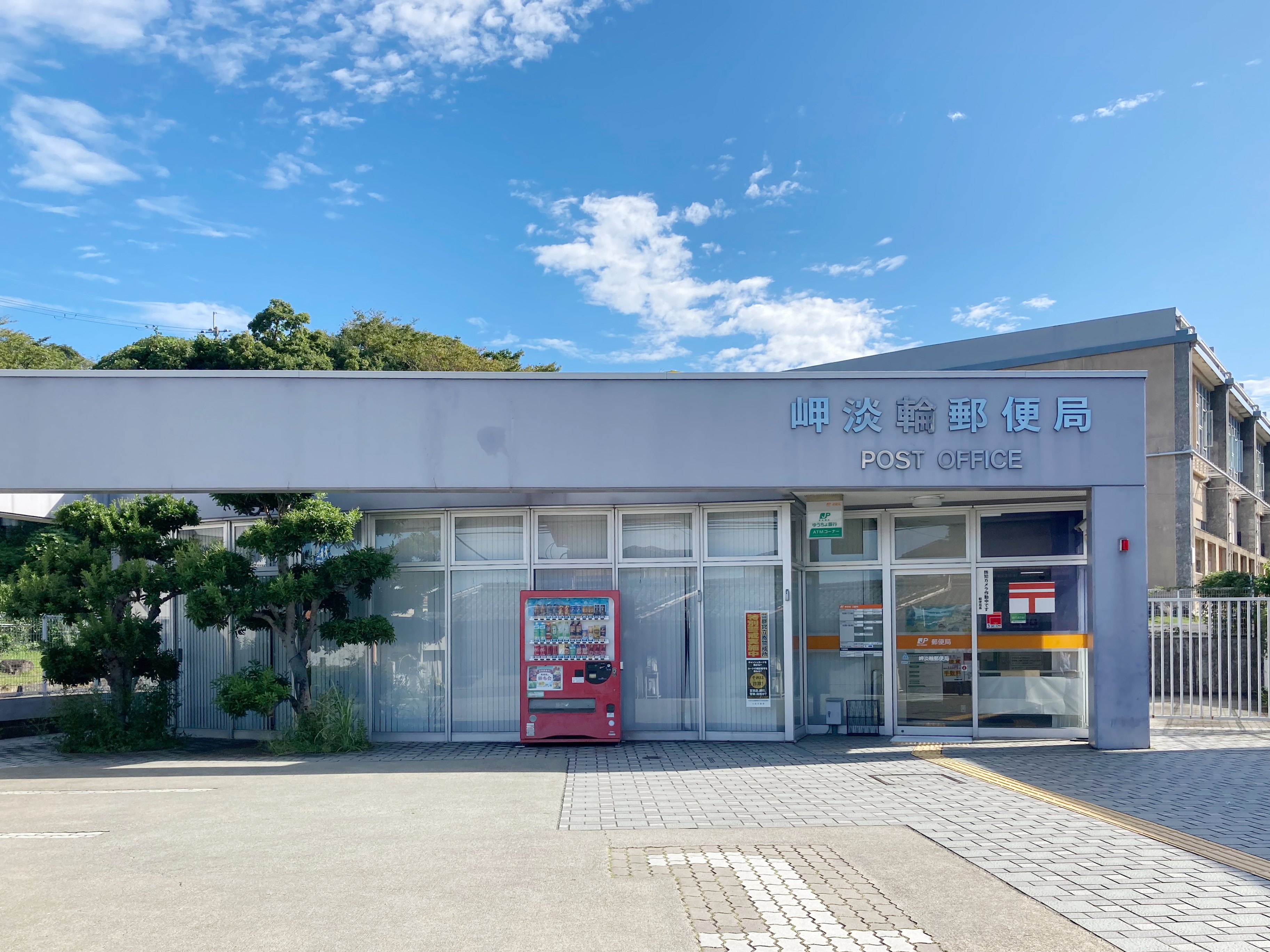
岬淡輪郵便局

- せんなん里海公園（阪南市箱作にまたがる）
- みさき公園
- 大阪ゴルフクラブ（岬町深日にまたがる）
- 岬郵便局
- 岬淡輪郵便局
- 岬町民体育館
- 大阪府立岬高等学校
- 岬町立淡輪小学校
- 淡輪保育所
- たんのわ海浜会館
- 淡輪漁協
- 大阪府立青少年海洋センター総合ホール
- 淡輪ヨットハーバー
- 淡輪公民館
- 四区集会所
- 十二区集会所
- 十四区集会所
- 十七区集会所
- 別所の台集会所
- みさきヶ丘自治会館
- 老人ホーム淡輪園
- 南大阪軽費老人ホーム
- ブリヂストングリーンアリーナ岬
- 船守神社
- 西福寺
- 善照寺
- 西谷寺

## 史跡
- 西陵古墳
- 西小山古墳
- 淡輪ニサンザイ古墳（五十瓊敷入彦命墓）

## その他

### 日本郵便
- 郵便番号 : 599-0301[3]（集配局：岬郵便局[11]）。